# Хогевен
Хогеве́н (нидерл. Hoogeveen [ˌɦoː.ɣə.ˈveːn], нидерл. н.-сакс. 't Ogeveine, 't Ho(o)geveine, 't Oveine) — город и община в нидерландской провинции Дренте.

## Состав общины
Помимо собственно города Хогевен, в состав общины входит ещё 11 населённых пунктов: Холландсевелд, Нордсесхют, Элим, Ньивланде, Пессе, Ньиверорд, Ньив-Москау, Тиндевен, Флёйтенберг, Стёйфзанд и Индюстригебид.

## История
История Хогевена начинается 20 декабря 1625 года, когда Рулоф ван Эхтен купил эти земли у окрестных фермеров, чтобы добывать здесь торф.
10 ноября 1819 года городу был дарован герб, на котором изображены два улья и торфоразработки — основа экономики города.
Осенью 1883 года эти места посетил Винсент ван Гог.
В конце XIX — начале XX века в городе велась обширная торговля хлебом, имелась относительно развитая промышленность, функционировали корабельные верфи
Во второй половине 1960-х Хогевен был самым быстрорастущим городом в Нидерландах. Его бурное развитие в этот период вынудило городские власти зарыть большинство проходящих через город каналов, вырытых во времена интенсивных торфоразработок.